# هیگینز کرنر (کالیفرنیا)
هیگینز کرنر (به انگلیسی: Higgins Corner) یک منطقه ثبت‌نشده در شهرستان نوادا، ایالت کالیفرنیا است. این منطقه در ارتفاع ۴۳۵ متری (۱۴۲۷ فیت) از سطح در واقع شده. هیگینز کرنر در فاصله ۲۰٫۱ کیلومتری جنوب گرس ولی قرار دارد.